# Kanari
Kanarski otoci ili Kanari (špa. Canarias ili Islas Canarias) su otočje od sedam otoka vulkanskog porijekla u Atlantskom oceanu, sjeverozapadno od obale Afrike. Otoci pripadaju Španjolskoj, unutar koje čine autonomnu zajednicu. Ime je latinskog porijekla Insularia Canaria što znači "Otok pasa", i u početku se primjenjivalo samo za otok Gran Canaria. Domoroce otočja Guanče u potpunosti su istrijebili španjolski osvajači.

## Fizička obilježja
Otoci i njihovi glavni gradovi su:
- Tenerife (glavni grad Santa Cruz de Tenerife);
- Gran Canaria (glavni grad Las Palmas de Gran Canaria);
- Lanzarote (glavni grad Arrecife);
- La Palma (glavni grad Santa Cruz de La Palma);
- La Gomera (glavni grad San Sebastián de La Gomera);
- El Hierro (glavni grad Valverde);
- Fuerteventura (glavni grad Puerto del Rosario).

Najbliži otok je 108 km udaljen od sjeverozapadne afričke obale Maroka.
Teidski vulkan na Tenerifeu je najviša planina u Španjolskoj, i treći najveći vulkan na Zemlji. Klima je obično blaga i vrlo suha. 
Četiri od 13 španjolskih nacionalnih parkova se nalaze na Kanarima:
- Parque Nacional de la Caldera de Taburiente na otoku La Palma,
- Parque Nacional Garajonay na otoku La Gomera,
- Parque Nacional del Teide na otoku Tenerife,
- Parque Nacional Timanfaya na otoku Lanzarote.

## Politička obilježja
Autonomna zajednica Kanari sastoji se od dvije provincije: Las Palmas i Santa Cruz de Tenerife, čiji su glavni gradovi Las Palmas de Gran Canaria i Santa Cruz de Tenerife.

## Povijest
Kanarske otoke su otkrili stari Grci ali su tek oko 1400-te godine osvojeni.

## Flora
Popis domaćih vrsta:
- Aquifoliaceae: Ilex canariensis, Ilex perado.
- Celastraceae: Gymnosporia cassinoides (sin. Maytenus canariensis)
- Rhamnaceae: Rhamnus glandulosa
- Anacardiaceae: Pistacia atlantica, Pistacia lentiscus
- Cupressaceae: Juniperus cedrus, Juniperus turbinata
- Asparagaceae: Dracaena draco, Dracaena tamaranae
- Ericaceae: Arbutus canariensis, Erica arborea, Erica platycodon
- Viburnaceae: Sambucus palmensis, Viburnum rugosum (sin. Viburnum rigidum)
- Lauraceae: Persea barbujana (sin. Apollonias barbujana), Laurus novocanariensis, Ocotea foetens, Persea indica.
- Primulaceae: Heberdenia excelsa, Pleiomeris canariensis.
- Oleaceae:  Olea europaea subsp. guanchica (sin. Olea cerasiformis), Phillyrea angustifolia, Picconia excelsa.
- Arecaceae: Phoenix canariensis,
- Pinaceae: Pinus canariensis
- Rosaceae: Prunus lusitanica
- Sapotaceae: Sideroxylon canariense
- Tamaricaceae: Tamarix canariensis, Tamarix africana, Tamarix boveana
- Pentaphylacaceae: Visnea mocanera
- Myricaceae: Myrica faya (sin. Morella faya), Morella rivas-martinezii ili Myrica rivas-martinezii

## Vanjske poveznice
- Tenerife, Kanari fotografije